# Ottavio Piccinini
Ottavio Piccinini (Villaromagnano, 16 marzo 1894 – Tortona, febbraio 1952) è stato un allenatore di calcio italiano.

## Carriera
Dal 1925 al 1927 ha allenato il Derthona in coppia con Oddone, ottenendo anche una promozione in Prima Divisione, che all'epoca era il secondo livello del campionato italiano. Dal 1927 al 1931 ha invece allenato in solitaria il club piemontese, ottenendo una promozione in Serie B (che aveva sostituito la Prima Divisione come secondo livello del campionato italiano) nella stagione 1929-1930. Nel 1931 venne sostituito in panchina da Giovanni Battista Rebuffo, al cui posto subentrò nuovamente nel 1932, ottenendo un'ulteriore promozione in Serie B, categoria in cui allenò nella stagione 1933-1934 e nella stagione 1934-1935, chiusa con una retrocessione in Serie C. Nella stagione 1936-1937 allenò l'Alessandria in Serie A in coppia con Elvio Banchero, e dopo la retrocessione in Serie B dei grigi tornò per una stagione al Derthona, in Serie C. Allenò i bianconeri anche nella stagione 1947-1948, sempre in terza serie. Nella stagione 1949-1950 ha allenato la Vogherese in Serie C terminando il campionato all'ultimo posto in classifica.

## Palmarès

### Allenatore

#### Competizioni nazionali
- Prima Divisione: 1

Derthona: 1929-1930